# Zduchovice
Zduchovice är en ort i Tjeckien.   Den ligger i regionen Mellersta Böhmen, i den centrala delen av landet, 50 km söder om huvudstaden Prag. Zduchovice ligger 407 meter över havet och antalet invånare är 258.
Terrängen runt Zduchovice är kuperad åt sydost, men åt nordväst är den platt. Runt Zduchovice är det ganska glesbefolkat, med 28 invånare per kvadratkilometer. Närmaste större samhälle är Příbram, 15,4 km väster om Zduchovice. Omgivningarna runt Zduchovice är en mosaik av jordbruksmark och naturlig växtlighet.